# 교린수지
교린수지(交隣須知)는 부산광역시 부산진구 초읍동, 부산광역시립시민도서관에 있는 18세기 초 일본인을 위한 최초의 한국어 학습서이자 책이다. 2009년 12월 7일 부산광역시의 문화재자료 제51호로 지정되었다.

## 지정 사유
교린수지는 아메노모리 호슈(雨森芳洲, 1668-1755)가 편찬한 책으로 일본 에도시대부터 메이지시대에 걸쳐 일본에서 가장 널리 사용된 한국어 학습서이다.
연활자본 4권 4책의 완질본으로 전체는 67항목으로 구성되어 있으며, 각 항목별로 관련 한자 표제어 아래에 그 표제어를 한글로 설명하거나 그 용어가 들어가는 문장을 일본어와 한글로 나란히 기재하여 외국어 학습에 편리한 대역본의 형식을 취하고 있다.
1881년(명치 14)에 간행된 초간본인 이 교린수지는 원고가 1880년에 완성되었고, 일본 외무성 조선어학 교수인 우라세 히로시(浦瀨裕)가 편찬을 총괄한 것으로 일본에서 조선과의 외교 및 교역에 필요한 조선어 통역관 양성을 위해 편찬, 간행되었던 조선어 교재인 것으로 파악된다.
책머리의 편찬자와 간행자에 관한 기록에 의하면 이 책은 일본에서 조선과의 교역을 담당했던 대마도의 아메노모리 호슈에 의해 편찬되고 난 이후 필사본으로 유통되다가, 적어도 130년의 세월이 흐르고 난 이후에 우라세 히로시에 의해 교정되고 증보되어 명치 14년인 1881년에 최초로 활자화되어 대중화되었음을 알 수 있다.
부산시립시민도서관 소장 교린수지에 쓰여진 한국어와 일본어는 조선 후기에 통용되던 회화체로, 당시 한국어와 일본어를 보여주는 언어 자료로서의 가치가 높기 때문에 조선 후기 국어사와 일본어사 연구의 귀중한 자료이다.
또한 이 책에 보이는 묵서(墨書), 주서(朱書), 연필로 수정된 가필(加筆) 등의 교정 부분이 1883년(명치 16)의 『재간교린수지(再刊交隣須知)』에 반영되어 있어 교린수지 내용의 변화상을 보여주는 등 서지학적 가치도 높을 뿐 아니라, 국내에 보존되어 있는 유일한 초간본으로 희소성 면에서도 그 자료적 가치가 높은 문화재이다.

## 같이 보기
- 부산광역시립시민도서관

## 참고 자료
- 교린수지 - 국가유산청 국가유산포털